# Julian Blackmon
Julian Blackmon (geboren am 24. August 1998 in Layton, Utah) ist ein US-amerikanischer American-Football-Spieler auf der Position des Safeties. Er spielte College Football für die University of Utah und steht seit 2025 bei den New Orleans Saints in der National Football League (NFL) unter Vertrag. Zuvor spielte Blackmon vier Jahre lang für die Indianapolis Colts.

## College
Blackmon besuchte die Highschool in seiner Heimatstadt Layton, Utah, und spielte dort Football als Wide Receiver und als Cornerback. Ab 2016 ging er auf die University of Utah und spielte College Football für die Utah Utes. In seiner ersten Saison kam er nur vereinzelt zum Einsatz, als Sophomore wurde er schließlich Stammspieler und fing in der Saison 2017 vier Interceptions, zudem konnte er sechs Pässe abwehren. Im Jahr darauf konnte er elf Pässe verhindern, dabei gelang ihm eine Interception. Vor der Saison 2019 wechselte Blackmon auf die Safety-Position. Er erzielte vier Interceptions und wurde in das All-Star-Team der Pacific-12 Conference (Pac-12) gewählt. Im Pac-12 Championship Game 2019 zog Blackmon sich einen Kreuzbandriss zu und verpasste damit das letzte Spiel der Saison. Er bestritt insgesamt 48 Spiele für die Utah Utes, davon 39 als Starter, in denen er 29 Pässe verhindern konnte.

## NFL
Blackmon wurde im NFL Draft 2020 in der dritten Runde an 85. Stelle von den Indianapolis Colts ausgewählt. Wegen seines Kreuzbandrisses verpasste Blackmon den Großteil der Saisonvorbereitung und konnte erst am 31. August ins Mannschaftstraining einsteigen. Sein NFL-Debüt gab er am 20. September 2020 in Woche 2 gegen die Minnesota Vikings. Dabei konnte er zwei Pässe abwehren, ein von Blackmon abgefälschter Pass resultierte in einer Interception durch seinen Teamkollegen Khari Willis. Da sich Starter Malik Hooker im Spiel gegen die Vikings einen Achillessehnenriss zuzog und damit für den Rest der Saison ausfiel, rückte Blackmon ab dem dritten Spieltag in die Stammformation auf. Am 11. Spieltag konnte Blackmon in der Overtime gegen die Green Bay Packers einen Fumble nach einem Pass auf Marquez Valdes-Scantling verursachen und damit wesentlich zum 34:31-Sieg der Colts beitragen. DeForest Buckner konnte den Ball erobern, drei Spielzüge später erzielte Indianapolis durch Rodrigo Blankenship das spielentscheidende Field Goal. Insgesamt erzielte Blackmon als Rookie 42 Tackles und zwei Interceptions, zudem verhinderte er sechs Pässe.
Vor dem siebten Spieltag der Saison 2021 riss Blackmon sich im Training die Achillessehne und fiel damit für den Rest der Saison aus. Zuvor hatte er in sechs Partien einen Fumble verursacht und einen Pass abgewehrt. Blackmon ging als Starter in die Saison 2022, verletzte sich aber am dritten Spieltag. Er fiel für drei Partien aus und fand erst etwas später wieder den Weg zurück in die Stammformation. Aufgrund des verletzungsbedingten Ausfalls von Kenny Moore II und der guten Leistungen von Siebtrundenpick Rodney Thomas II auf der Safety-Position spielte Blackmon ab dem 12. Spieltag als Slot-Cornerback. Am 15. Spieltag gelang Blackmon beim Spiel gegen die Minnesota Vikings ein Pick Six. Die Colts verloren die Partie nach einer 33:0-Führung jedoch noch und verspielten den größten Vorsprung der NFL-Geschichte. In der Saison 2023 spielte Blackmon anders als in den drei Vorjahren als Strong Safety anstatt als Free Safety. Er führte sein Team mit vier Interceptions und acht abgewehrten Pässen an. Für die Saison 2024 unterschrieb Blackmon einen neuen Einjahresvertrag in Indianapolis. In fünf Spielzeiten für die Colts stand er in 66 Spielen auf dem Feld, davon 62-mal als Starter. Im Juli 2025 schloss Blackmon sich den New Orleans Saints an, nachdem dort Tyrann Mathieu seine Karriere beendet hatte.

### NFL-Statistiken
| Saison                             | Saison | Spiele | Spiele      | Tackles | Tackles | Tackles | Tackles | Interceptions | Interceptions | Interceptions | Interceptions | Interceptions | Fumbles | Fumbles | Fumbles |
| Jahr                               | Team   | Spiele | als Starter | Gesamt  | Solo    | Att     | Sacks   | PD            | INT           | Yds           | Lng           | TD            | FF      | FR      | Yds     |
| ---------------------------------- | ------ | ------ | ----------- | ------- | ------- | ------- | ------- | ------------- | ------------- | ------------- | ------------- | ------------- | ------- | ------- | ------- |
| 2020                               | IND    | 15     | 14          | 42      | 35      | 7       | 0,0     | 6             | 2             | 19            | 15            | 0             | 1       | 0       | 0       |
| 2021                               | IND    | 6      | 6           | 34      | 27      | 7       | 0,0     | 1             | 0             | 0             | 0             | 0             | 1       | 0       | 0       |
| 2022                               | IND    | 14     | 11          | 50      | 36      | 14      | 1,0     | 2             | 1             | 17            | 17            | 1             | 0       | 1       | 34      |
| 2023                               | IND    | 15     | 15          | 88      | 65      | 23      | 0,0     | 8             | 4             | 38            | 25            | 0             | 0       | 2       | 2       |
| 2024                               | IND    | 16     | 16          | 86      | 52      | 24      | 0,5     | 4             | 3             | 27            | 17            | 0             | 0       | 1       | 0       |
| Gesamt                             | Gesamt | 66     | 62          | 300     | 225     | 75      | 1,5     | 21            | 10            | 101           | 25            | 1             | 2       | 4       | 36      |
| Quelle: pro-football-reference.com |        |        |             |         |         |         |         |               |               |               |               |               |         |         |         |